# ثلاثية تيكن
سلسلة تيكن، ثلاثية تيكن أو ثلاثية الخطف (بالإنجليزية: Taken)‏ هي سلسلة من الأفلام باللغة الإنجليزية والفرنسية وهي أفلام أكشن، حركة وجريمة، أنتج أول فيلم وهو تيكن في عام 2008. جميع الأفلام الثلاثة بطولة ليام نيسون وهو يقوم بدور (برايان ميلز)

## الأفلام

### تيكن (2008)
برايان ميلز (ليام نيسون) لديه ابنه من طليقته لينور التي تزوجت بستيوارت. وكانت ابنته كيم تريد ان تعيش حياه المراهقة وتتمتع بحياتها وان تسافر إلى فرنسا.. وفي فرنسا اختطفت كيم مع صديقتها اماندا من قبل عصابه دعارة البانية تتاجر في النساء وتحولهم إلى عاهرات ويسافر الاب إلى فرنسا لإيجاد إبنته كيم

### تيكن 2 (2012)
بعد أن نجح برايان (ليام نيسون) في قتل مختطف ابنته بالجزء الأول من فيلم تيكن، يقرر السفر إلى إسطنبول لقضاء أجازته برفقة زوجته وابنته، وهناك يفاجأ بوالد القتيل يخطفه هو وزوجته انتقاما وثأرا لابنه. وهو ما يدعو برايان الاستعانة بابنته من أجل مساعدته على الهرب وقتل الخاطف.

### تيكن 3 (2015)
يعود العميل الحكومي السابق برايان ميلز (ليام نيسون) من جديد، ولكن هذه المرة بعد أن يتم اتهامه بالخطأ في جريمة قتل تنهار معها كل أركان حياته، ويتتبعه شرطي يملك الكثير من الدهاء والمكر، ولكن في المقابل يوظف ميلز كل ما في جعبته من امكانيات فائقة من أجل تتبع القاتل الحقيقي.

## الممثلون والشخصيات
| بريان ميلز          | ليام نيسون        | ليام نيسون        | ليام نيسون      |  |  |
| كيم ميلز            | ماجي غرايس        | ماجي غرايس        | ماجي غرايس      |  |  |
| لينور "ليني" لينوري | فامك جانسن        | فامك جانسن        | فامك جانسن      |  |  |
| سام غيلروي          | ليلاند اورسر      | ليلاند اورسر      | ليلاند اورسر    |  |  |
| مارك كايسي          | جون جريس          | جون جريس          | جون جريس        |  |  |
| بيرني هاريس         | ديفيد وارشوفسكي   | سويني             | ديفيد وارشوفسكي |  |  |
| جان كلود بيترل      | أوليفييه رابوردين | أوليفييه رابوردين |                 |  |  |
| ستيوارت             | اكساندر بيركلي    |                   | دوجراي سكوت     |  |  |
| شيرا                | هولي فلانس        |                   |                 |  |  |
| أماندا              | كايتي كاسيدي      |                   |                 |  |  |
| ماركو هوكسها        | أربين باجراكتاراج | المصور            |                 |  |  |
| باتريس سانت كلير    | جيرارد واتكينز    |                   |                 |  |  |
| مراد هوكسها         |                   | رادي سيربيدزيجا   |                 |  |  |
| جيمي كونراد         |                   | لوك غريمس         |                 |  |  |
| المفتش دورماز       |                   | كيفورك ماليكيان   |                 |  |  |
| المفتش فرانك دوتزلر |                   |                   | فورست ويتكر     |  |  |
| أوليغ مالانكوف      |                   |                   | سام سبرويل      |  |  |
| جيمي                |                   |                   | جوني وستون      |  |  |
| المحقق سميث         |                   |                   | ديلان برونو     |  |  |
| المحقق غارسيا       |                   |                   | دون هارفي       |  |  |
| المحقق جونسون       |                   |                   | سابينزا         |  |  |

## طاقم العمل
| الطاقم/التفاصيل | الأفلام                               | الأفلام                               | الأفلام                               |
| الطاقم/التفاصيل | تيكن                                  | تيكن 2                                | تيكن 3                                |
| --------------- | ------------------------------------- | ------------------------------------- | ------------------------------------- |
| المخرج          | بيير موريل                            | أوليفييه ميغاتون                      | أوليفييه ميغاتون                      |
| الكاتب          | لوك بيسون روبرت مارك كامين            | لوك بيسون روبرت مارك كامين            | لوك بيسون روبرت مارك كامين            |
| المنتج          | لوك بيسون                             | لوك بيسون                             | لوك بيسون                             |
| الموسيقى        | ناثانيل ميكالي                        | ناثانيل ميكالي                        | ناثانيل ميكالي                        |
| مدة الفيلم      | 93 دقيقة                              | 91 دقيقة                              | 108 دقيقة                             |
| الموزع          | يوروباكورب () تونتيث سينتشوري فوكس () | يوروباكورب () تونتيث سينتشوري فوكس () | يوروباكورب () تونتيث سينتشوري فوكس () |

## الاستقبال

### إيرادات الأفلام
| الفيلم  | تاريخ الصدور   | تاريخ الصدور     | إجمالي شباك التذاكر | إجمالي شباك التذاكر | إجمالي شباك التذاكر | ترتيب الإيرادات                     | ترتيب الإيرادات                       | الميزانية    | المراجع     |
| الفيلم  | باقي الدول     | الولايات المتحدة | شمال أمريكا         | باقي الدول          | جميع أنحاء العالم   | إجمالي الإيرادات في أمريكا الشمالية | إجمالي الإيرادات في جميع أنحاء العالم | الميزانية    | المراجع     |
| ------- | -------------- | ---------------- | ------------------- | ------------------- | ------------------- | ----------------------------------- | ------------------------------------- | ------------ | ----------- |
| تيكن    | 27 فبراير 2008 | 30 يناير 2009    | $145,000,989        | $81,829,579         | $226,830,568        | #292                                | #500                                  | $25,000,000  | [ 3 ]       |
| تيكن 2  | 7 سبمتبر 2012  | 5 أكتوبر 2012    | $139,854,287        | $236,287,019        | $376,141,306        | #318                                | #219                                  | $46,000,000  | [ 4 ]       |
| تيكن 3  | 16 ديسمبر 2014 | 9 يناير 2015     | $89,256,424         | $237,222,717        | $326,479,141        | #697                                | #357                                  | $48,000,000  | [ 5 ] [ 6 ] |
| المجموع | المجموع        | المجموع          | $373٬827٬507        | $555٬339٬315        | $929٬451٬015        |                                     |                                       | $119,000,000 | [ 7 ]       |

### استجابة الجمهور
| الفيلم | روتن توميتوز    | ميتاكريتيك   | سينماسكور |
| ------ | --------------- | ------------ | --------- |
| تيكن   | 58% (167 مراجع) | 50 (31 ناقد) | A−        |
| تيكن 2 | 21% (163 مراجع) | 45 (35 ناقد) | B+        |
| تيكن 3 | 11% (105 مراجع) | 26 (30 ناقد) | B+        |

## ملصقات الأفلام

ملصق فيلم تيكن
ملصق فيلم تيكن الجزء الثاني
ملصق فيلم تيكن الجزء الثالث

## وصلات خارجية
- الموقع الرسمي